# جيمس كونينغهام (سياسي كندي)
جيمس كونينغهام هو سياسي كندي، ولد في 1815.